# Absolute Carnage
Absolute Carnage (с англ. — «Абсолютная резня») — комикс-кроссовер 2019 года, опубликованный издательством Marvel Comics. Авторами являются Донни Кейтс и Райан Стегман.

## История редакции
Впервые о комиксе было объявлено в марте на выставке 2019 Chicago Comic & Entertainment Expo, после чего состоялась онлайн пресс-конференция. Донни Кейтс сказал, что Карнаж будет главным злодеем, и что в сюжете задействованы все персонажи Marvel, которые использовали симбиота, и отсылают к старым историям с участием Венома. Он сказал: «Клетус Кэседи вернулся, и он смертоносен, как никогда раньше». «Абсолютная резня охватывает всех персонажей, которые когда-либо носили симбиота, и всех симбиотов, которые когда-либо были, начиная с того момента, когда Питер нашёл чёрный костюм. От него до Максимальной резни, до Веномизированного, до всего… каждый — мишень». За ним последовало несколько комиксов с вариантами обложек, на которых их персонажи были переосмыслены с симбиотом Карнажем.
В мае было объявлено о выпуске тай-ина. В них, среди прочих, фигурируют Человек-паук, Веном, Дэдпул, Майлз Моралес, Железный кулак и Крик.

## Сюжет

### Выпуск 1

#### Глава 1: Кровожадный король
Во время прогулки на Таймс-сквер, Эдди Брок объясняет своему сыну Дилану, как Симбиоты были созданы Наллом, а Церковь Новой Тьмы воскресила Клетуса Кэседи. По прибытии Эдди замечает, что Венома разыскивают за смерть Ли Прайса и нескольких заключённых на острове Рэйкера. Когда они бегут в метро, они сталкиваются с Клетусом Кэседи, который толкает их на рельсы метро. Их спасает человек в плаще, который на самом деле является замаскированным Веномом. Симбиот Веном вновь соединяется с Эдди и заявляет ему, что полностью восстановился от поглощённой им тёмной магии. Прибывают полицейские и держат Венома на мушке. Когда поезд взрывается, Веном закрывает собой Дилана, и в этот момент появляется Тёмный Карнаж. Тёмный Карнаж стоит на высоте более трёх метров, окрашен в чёрно-красный цвет с белой спиралью на голове, зияющим ртом, скелетом и эмблемой белого дракона на груди. Веном говорит полицейским, чтобы они убирались отсюда как можно дальше, пока он противостоит Тёмному Карнажу и замечает, что тело Клетуса соединено с симбиотом Гренделем. Тёмный Карнаж пытается отделить симбиота Венома от Эдди и заявляет, что Налл придёт, чтобы всё уничтожить. Эдди использует электрические рельсы метро, чтобы вывести из строя Тёмного Карнажа, который ненадолго отделяется от Клетуса, продемонстрировав его труп. Пока Эдди и Дилан восстанавливают силы в квартире, их навещает Робби Робертсон. Он замечает состояние Эдди и звонит Питеру Паркеру.

#### Глава 2: Божий сын
Через некоторое время в кафе «The Coffee Bean & Tea Leaf» Человек-паук встречается с Эдди и Диланом, где узнаёт о том, что Клетус связан с симбиотом Карнажем, о приближении Налла, а также о встречах Эдди с Роландом Трисом и людьми-динозаврами. Их разговор прерывается сообщением в новостях о том, что в яме лежат тела Анджело Фортунато, Карла Маха, Лесли Геснерии и Таддеуса Росса, и Эдди подозревает, что среди них может быть Энн Вейинг. Сорвав ограбление, Человек-паук заявляет Эдди, что он хотел бы попросить Мистера Фантастика найти решение, которое предполагает извлечение кодексов без убийства людей, но сроки невыполнимы, и Эдди берёт Человека-паука на встречу с Мейкером. В доме Рекса Стрикленда Человек-паук и Веном встречаются с Мейкером, который работает над проектом S.C.I.T.H.E. (сокращение от Symbiote Codex Isolation and Thermo-Heated Extraction), который был заказан Проектом Надзора. Норми Озборна привлекли к работе Мейкера, и он знакомится с Диланом. Когда Человек-паук не позволил испытать S.C.I.T.H.E. на Дилане, Мейкер заявил, что хочет испытать его на Нормане Озборне.

#### Глава 3: Длинная красная тьма
Человек-паук и Веном отправляются в Рэйвенкрофт, где Веном вспоминает, как Норман Озборн соединился с симбиотом Карнажем. Прибыв в блок камер строгого режима, Эдди сталкивается с Норманом Озборном. Тем временем Джон Джеймсон встречается с Человеком-пауком и заявляет, что Веном — его союзник. Когда они встречаются с Веномом возле камеры Нормана Озборна, Человек-паук и Веном замечают, что Джон Джеймсон испытывает боль, так как выясняется, что к нему присоединился Тёмный Карнаж. Когда Джон Джеймсон полностью превращается в Тёмного Карнажа, он сообщает Человеку-пауку, что Налл приближается. В другом месте в Рэйвенкрофте Клетус идёт по коридорам, обнажая рёбра, чтобы выпустить личинок, которые должны были соединить заключённых с симбиотом Гренделем. Симбиоты превращают заключённых в существ, похожих на Доппельгангера. Пока Человек-паук и Веном сражаются с заключёнными, которых контролирует симбиот, Веном загадал желание, чтобы Часовой был здесь, чтобы снова разорвать Карнажа. Затем Веном сообщает Человеку-пауку, что симбиот Грендель имеет слабость к электричеству. Нормана Озборна освобождают из камеры, и он нападает на Человека-паука и Венома. Используя частицу симбиота Гренделя, Тёмный Карнаж соединяет его с Норманом Озборном.

### Выпуск 2
Тёмный Карнаж воссоздал Нормана Озборна в облике Карнажа, злорадно заявляя, что Налл принесёт во вселенную тьму и смерть. В это же время Веном создаёт разрушительный шар, чтобы проделать дыру в стене, а Человек-паук хочет спасти Нормана Озборна. Веном хватает Человека-паука, когда тот несёт его на башню, создаёт крылья, похожие на драконьи, и улетает прочь из Рэйвенкрофта. Тёмный Карнаж говорит Норману, что Человеку-пауку и Веному не́куда бежать. Приземлившись на крыше, Веном спрашивает Человека-паука, стоит ли им идти к Капитану Америке и Росомахе, Человек-паук заявляет, что он бы с ними справился. После победы над Райотом, Агонией, Фэйджем и Лэшером Мейкер связывается с Эдди и сообщает ему, что с Диланом все в порядке. Мейкер сообщает Эдди о могиле, которую Церковь Новой Тьмы сделала с телами погибших. Кроме того, он сообщает, что тело Энн Вейинг так и не было эксгумировано, и советует Веному убить Тёмного Карнажа, пока ситуация не ухудшилась. В своём убежище под Гранд-стрит Тёмный Карнаж получает сообщение от Нормана о том, что за убийство придётся заплатить. Тёмный Карнаж заявляет Норману о том, что он — Клетус Кэседи. Улей в данный момент собирается с помощью сил Налла. В Сохо (Манхэттен), Майлз Моралес и Скорпион сражаются с двойниками Карнажа, пытающимися завладеть кодексом Венома и Мании внутри Скорпиона. Веном настигает их и советует Скорпиону отбросить обиду и спасти Майлза. Веном бросает его в бой прямо в Нормана-Карнажа. Когда он формирует лезвие, чтобы вонзить его в спину Скорпиона, Майлз использует свою атаку ядовитым взрывом, чтобы поджарить часть симбиота Карнажа с лица Нормана настолько, что тот бросает Скорпиона. Веном с ужасом реагирует, когда Майлз заражается симбиотом Гренделем.

### Выпуск 3
Майлз превратился в шестирукого двойника Карнажа. Сокрушаясь, что не смог спасти Майлза, Веном сражается с ним, а Скорпион зовёт на помощь. Пока симбиот Грендель исцеляет Нормана, Веном приводит Скорпиона в дом «Рекса Стрикленда», поскольку Скорпион будет в опасности, если его отправят обратно в тюрьму. Веном обнаруживает, что Человек-паук вызвал Капитана Америку, Существо, Росомаху и Брюса Бэннера. Когда Капитану Америке передают Скорпиона, чей позвоночник был сломан во время нападения, Веному сообщают, что Мейкер сбежал, когда они появились. Веном знакомится с Брюсом Бэннером, после чего приходит Дилан, подружившийся с симбиотом Слипером, который соединился с кошкой. Спустя несколько часов, когда Брюс наблюдает за работой S.C.I.T.H.E., Эдди помещают в капсулу S.C.I.T.H.E., после чего приходит настоящий Эдди Брок и заявляет, что знает о том, что Человек-паук — это Питер Паркер. Затем выясняется, что Эдди на самом деле перевоплощённый Тёмный Карнаж. Когда Человек-паук спрашивает Брюса о том, сможет ли Тёмный Карнаж вырваться наружу, Брюс сомневается в этом. Тёмный Карнаж прорывается сквозь капсулу Капитана Америки, в то время как двойники Карнажа врываются в здание. Симбиот Веном покидает Эдди и соединяется с Брюсом Бэннером. Он превращается в веномизированную версию Халка, чей удар почти отделяет симбиота Гренделя от Клетуса Кэседи. Также было отмечено, что симбиот Веном не может покрыть всего Халка.

### Выпуск 4
Пока веномизированный Халк сражается с Тёмным Карнажем, Эдди Брок ведёт Человека-паука, Дилана Брока и Норми Озборна к двери, уверяя Дилана, что Слипер справится сам. Эдди просит Человека-паука присмотреть за Диланом, пока он достаёт оружие, которое Жюри использовало против Симбиотов. Эдди даже экипирует себя перчаткой гвардейца и щитом Капитана Америки. Затем Эдди попадает в засаду, устроенную Майлзом Моралесом, который был соединён Карнажем. Когда Тёмный Карнаж пытается заставить веномизированного Халка встать на его сторону, Халк наносит удар Тёмному Карнажу, который посылает «усики» в его голову, чтобы запутать ему мозги. Используя пушку в перчатке Гвардейца и зарядив ею щит Капитана Америки, Эдди Брок бьёт током Майлза, чтобы освободить его от контроля Карнажа. После этого Майлз говорит Эдди, что ему нужно добраться до симбиота Венома до того, как Тёмный Карнаж поглотит его и освободит Налла. Брюс Бэннер вновь становится Халком и теряет сознание как раз в тот момент, когда появляются Эдди и Майлз. Тёмный Карнаж отделяет симбиота Венома от Брюса и поглощает его, в результате чего у него вырастают рога, острые шипы на спине, чёрные панцири и наручи, похожие на те, что были на Налле. Капитан Америка заверяет Эдди, что он сделал всё, что мог, пока бил двойника Карнажа. Когда Капитан Америка забирает свой щит, появляются Существо и Росомаха, и они втроём бросаются на Тёмного Карнажа. Майлз рассказывает Эдди, что двойники Карнажа атакуют S.C.I.T.H.E. и что Мейкер солгал об уничтожении кодексов симбиотов. Пока Тёмный Карнаж уничтожает Капитана Америку, Существо и Росомаху, а Человек-паук сражается с Норманом Озборном в воплощении Карнажа, Эдди пробивается мимо двойников Карнажа, чтобы добраться до S.C.I.T.H.E.. Затем Тёмный Карнаж превращает свои шипы на спине в крылья, планируя освободить Налла. Засунув руку в контейнер S.C.I.T.H.E., Эдди погружается в кодексы симбиотов Венома, Карнажа, Райота, Агонии, Лэшера, Фэйджа, Слипера, Дредфейса, Мании, Тираннозавра и других безымянных симбиотов, которые соединяются с кодексом Венома в его позвоночнике. Изначально подавленный голосами прошлых хозяев симбиота, Эдди чувствует, как они сливаются воедино, а гештальт симбиота превращает Эдди в более сильную и сфокусированную версию Венома с силами всех предыдущих владельцев кодексов, хотя и не на сто процентов. Прорастив крылья, Веном отправляется за Абсолютным Карнажем и объявляет себя мстительной фурией Нью-Йорка.

### Выпуск 5
Выпуск начинается с воспоминания о том, как Эдди Брок впервые встретил Клетуса Кэседи в тюрьме. В настоящее время, пока Эдди сражается с Тёмным Карнажем, на помощь в битве приходят Плащ и Кинжал, Железный Кулак, Огненная звезда, Морбиус, Детлок, Капитан Марвел, Дэдпул и Крик. Тем временем Человек-паук проигрывает во время схватки с Норманом, в результате чего Дилан каким-то образом взрывает его. Тёмный Карнаж нападает на Дилана, держит его в заложниках и напоминает Эдди о его выборе: позволить сыну умереть и позволить Тёмному Карнажу пробудить Налла, или убить Тёмного Карнажа и забрать все его кодексы, пробудив самого Налла. Решив спасти сына, Эдди создаёт из своих симбиотов Некромеч и убивает Карнажа, освободив при этом Налла, который отправляется на Землю. Когда Человек-паук уходит, чтобы проверить остальных, Эдди сталкивается с Диланом, который говорит, что они отец и сын.

## Оценки критиков
Основная сюжетная линия получила в большинстве положительные отзывы, но концовка была раскритикована за поспешный темп. По данным Comic Book Roundup, средняя оценка всей серии составила 8,7 из 10 на основе 67 рецензий.

## Продолжение
События «Абсолютной резни» завершаются серией событий, связанной с приходом на Землю Бога симбиотов Налла. Эта серия событий называется «Король в чёрном» и начинается в декабре 2020 года.